# 長吻田氏鯊
長吻田氏鯊（學名Deania rostata）是角鲨目刺鲨科田氏鯊屬的一種鯊魚。栖息于大陆架水深73~1450 m处。卵胎生，每产6~12仔。